# یواس‌اس هندرسون (ای‌پی-۱)
یواس‌اس هندرسون (ای‌پی-۱) (به انگلیسی: USS Henderson (AP-1)) یک کشتی بود که طول آن ۴۸۳ فوت ۱۰ اینچ (۱۴۷٫۴۷ متر) بود. این کشتی در سال ۱۹۱۶ ساخته شد.